# Aunac
Aunac (okzitanisch: gleichlautend) ist eine ehemalige französische Gemeinde mit 339 Einwohnern (Stand 1. Januar 2017) im Département Charente in der Region Nouvelle-Aquitaine. Sie gehörte zum Arrondissement Confolens. Die Bewohner werden Aunacois und Aunacoises genannt.
Der Erlass des Präfekten vom 9. Juni 2016 legte mit Wirkung zum 1. Januar 2017 die Eingliederung von Aunac als Commune déléguée zusammen mit den früheren Gemeinden Bayers und Chenommet zur Commune nouvelle Aunac-sur-Charente fest.
Der Erlass des Präfekten vom 6. November 2024 legte mit Wirkung zum 1. Januar 2025 die Eingliederung von Aunac-sur-Charente zusammen mit der früheren Gemeinde Moutonneau zur neuen, gleichnamigen Commune nouvelle Aunac-sur-Charente fest. Aunac besitzt seitdem wie die bisherigen anderen Communes déléguées keinen derartigen Status mehr.

## Geografie

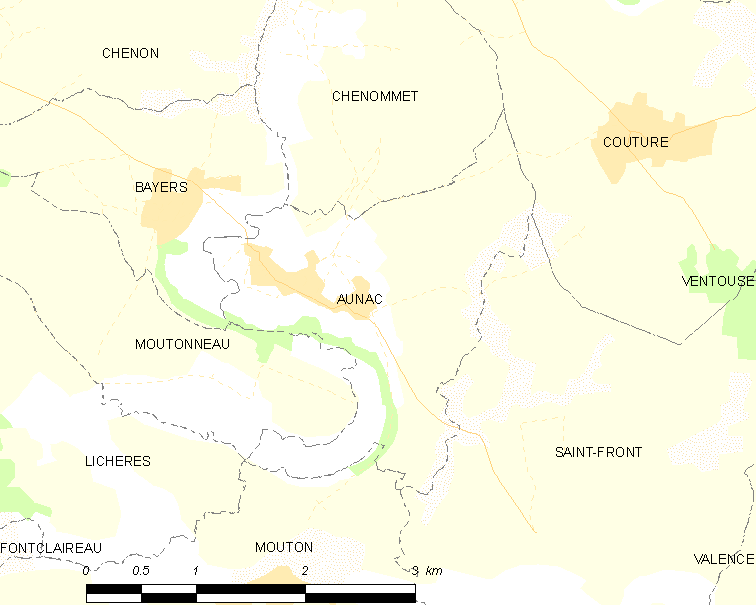
Karte von Aunac

Aunac liegt etwa 31 Kilometer nordnordöstlich von Angoulême und etwa 35 Kilometer westsüdwestlich von Confolens in der historischen Provinz des Angoumois. Der Ort besteht aus mehreren Weilern und Einzelgehöften. Aunac wird entwässert von der Charente, an deren Ostufer einer Flussschlinge sich der Ort befindet, vom Flüsschen Tiarde, das ihn im Osten begrenzt und vom Flüsschen Fontaniou, das aus einer Quelle unterhalb des Weilers le Vieil Aulac entspringt, parallel zur Charente verläuft und schließlich in einen ihrer Flussarme mündet. Das Zentrum von Aunac liegt auf einer Höhe von etwa 75 m. Das Bodenrelief steigt vom Charente-Tal nach Osten und vor allem in Süden hin teilweise steil an. Beim Coteau de Magnerit ergibt sich ein Höhenunterschied zum Charente-Tal von etwa 30 Meter auf einer Strecke von etwa 60 Meter. Die höchste Erhebung befindet sich im Süden mit 104 m Höhe. Der tiefste Punkt mit 64 m Höhe wird im Südwesten beim Austritt der Charente aus dem Ortsgebiet gemessen.
Umgeben wird Aunac von den vier Nachbargemeinden und drei Ortsteilen von Aunac-sur-Charente:
| Bayers (Ortsteil)          | Chenommet (Ortsteil)                        | Couture     |
| Moutonneau (Ortsteil)      | Kompassrose, die auf Nachbargemeinden zeigt |             |
| Lichères (Berührungspunkt) | Mouton                                      | Saint-Front |

## Geschichte
In der Jungsteinzeit entstand eine große Wallanlage am Ufer der Charente. 
Die alten Ortsnamen Hanaco oder Hanado sind im 14. Jahrhundert erstmals erwähnt. Sie gehen auf eine gallorömische Person namens Aunus zurück. Zusammen mit dem Suffix -anum bedeutete es „Landgut des Anus“. Andererseits könnte es auch auf das lateinische alnus, deutsch Erle, zurückgehen.
Nach dem Bau einer Burg durch Guillaume de La Rochefoucauld wurde Aunac im Jahr 1477 von Charles d’Angoulême in den Rang einer Kastellanei erhoben und erhielt damit Selbstverwaltungs- und Rechtsprechungsbefugnisse. Im Jahr 1860 wurde die Burg von ihrem damaligen Eigentümer abgerissen.

## Bevölkerungsentwicklung
| Aunac: Einwohnerzahlen von 1793 bis 2013                                                                                   | Aunac: Einwohnerzahlen von 1793 bis 2013 | Aunac: Einwohnerzahlen von 1793 bis 2013 | Aunac: Einwohnerzahlen von 1793 bis 2013 | Aunac: Einwohnerzahlen von 1793 bis 2013 |
| --- | ---------------------------------------- | ---------------------------------------- | ---------------------------------------- | ---------------------------------------- |
| Jahr |                                          |                                          |                                          | Einwohner                                |
| 1793 | 1793                                     |                                          | 348                                      | 348                                      |
| 1800 | 1800                                     |                                          | 381                                      | 381                                      |
| 1806 | 1806                                     |                                          | 332                                      | 332                                      |
| 1821 | 1821                                     |                                          | 313                                      | 313                                      |
| 1831 | 1831                                     |                                          | 446                                      | 446                                      |
| 1841 | 1841                                     |                                          | 441                                      | 441                                      |
| 1846 | 1846                                     |                                          | 506                                      | 506                                      |
| 1851 | 1851                                     |                                          | 527                                      | 527                                      |
| 1856 | 1856                                     |                                          | 537                                      | 537                                      |
| 1861 | 1861                                     |                                          | 504                                      | 504                                      |
| 1866 | 1866                                     |                                          | 464                                      | 464                                      |
| 1872 | 1872                                     |                                          | 502                                      | 502                                      |
| 1876 | 1876                                     |                                          | 503                                      | 503                                      |
| 1881 | 1881                                     |                                          | 505                                      | 505                                      |
| 1886 | 1886                                     |                                          | 519                                      | 519                                      |
| 1891 | 1891                                     |                                          | 530                                      | 530                                      |
| 1896 | 1896                                     |                                          | 452                                      | 452                                      |
| 1901 | 1901                                     |                                          | 431                                      | 431                                      |
| 1906 | 1906                                     |                                          | 439                                      | 439                                      |
| 1911 | 1911                                     |                                          | 409                                      | 409                                      |
| 1921 | 1921                                     |                                          | 348                                      | 348                                      |
| 1926 | 1926                                     |                                          | 352                                      | 352                                      |
| 1931 | 1931                                     |                                          | 354                                      | 354                                      |
| 1936 | 1936                                     |                                          | 388                                      | 388                                      |
| 1946 | 1946                                     |                                          | 337                                      | 337                                      |
| 1954 | 1954                                     |                                          | 317                                      | 317                                      |
| 1962 | 1962                                     |                                          | 340                                      | 340                                      |
| 1968 | 1968                                     |                                          | 318                                      | 318                                      |
| 1975 | 1975                                     |                                          | 317                                      | 317                                      |
| 1982 | 1982                                     |                                          | 327                                      | 327                                      |
| 1990 | 1990                                     |                                          | 292                                      | 292                                      |
| 1999 | 1999                                     |                                          | 297                                      | 297                                      |
| 2006 | 2006                                     |                                          | 335                                      | 335                                      |
| 2013 | 2013                                     |                                          | 335                                      | 335                                      |
| Quelle(n): EHESS/Cassini bis 1999, INSEE ab 2006 Anmerkung(en): Ab 1962 offizielle Zahlen ohne Einwohner mit Zweitwohnsitz |                                          |                                          |                                          |                                          |

Der kontinuierliche Bevölkerungsrückgang im 20. Jahrhundert ist im Wesentlichen auf die Folgen der Reblauskrise im Weinbau und die zunehmende Mechanisierung der Landwirtschaft zurückzuführen.

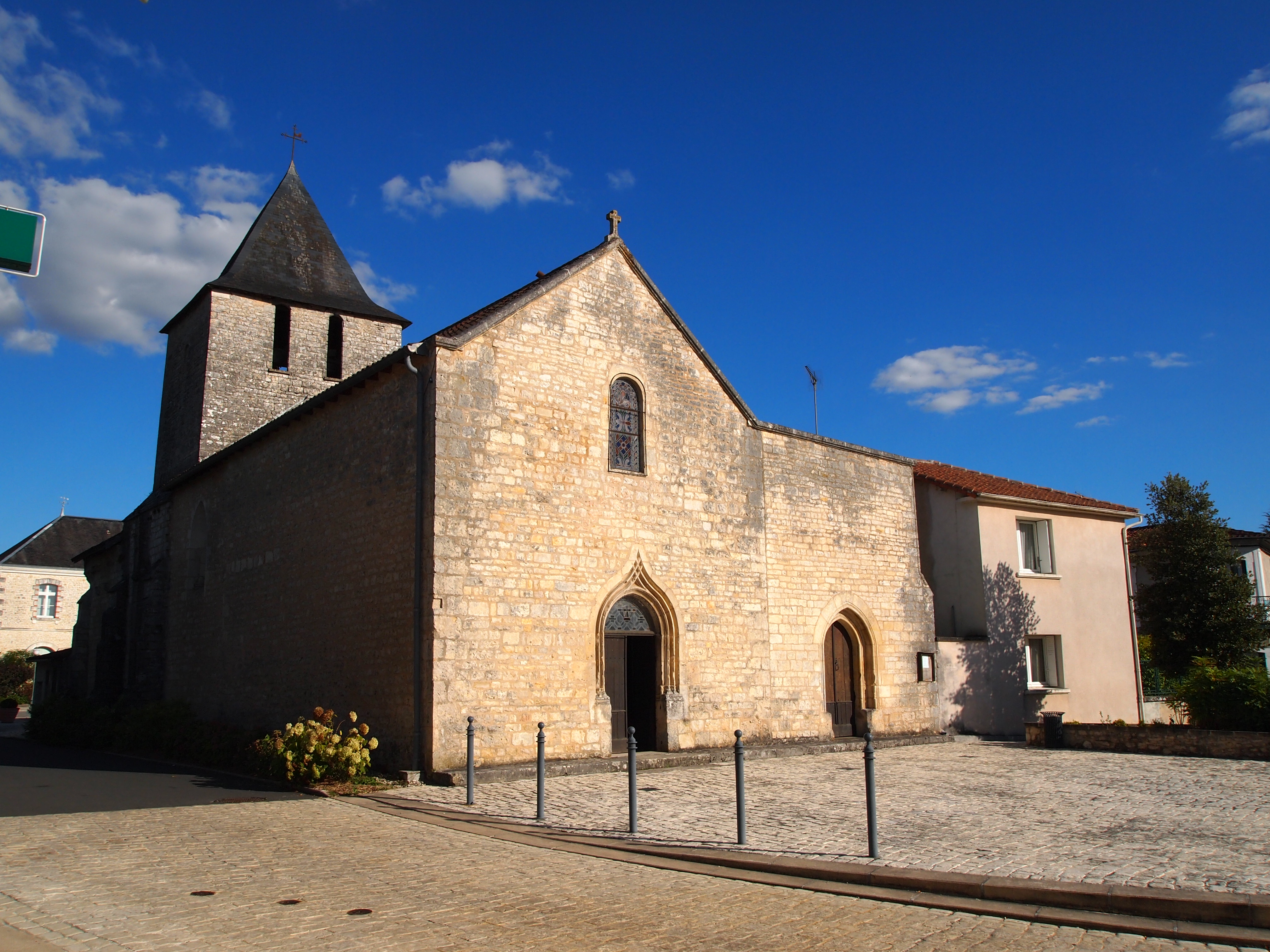
Pfarrkirche Saint-Sixte

## Sehenswürdigkeiten
- Die aus behauenen, aber unterschiedlich groß dimensionierten Steinen errichtete romanische Pfarrkirche Saint-Sixte hat ein spätgotisches Eingangsportal, das von einem Kielbogen überfangen wird. Das Kirchenschiff wird von einem offenen hölzernen Dachstuhl bedeckt.
- Im Ort und in seiner Umgebung finden sich noch mehrere Ziehbrunnen mit Seilwinde und Seitenrad, aber auch einige Brunnen mit Schwengelpumpen sind zu sehen.

außerhalb
- Die Reste der jungsteinzeitlichen Wallanlage am Ufer der Charente sind nur aus der Luft zu erkennen.

## Wirtschaft
Der Ort und seine Umgebung waren jahrhundertelang landwirtschaftlich geprägt. Die meisten Menschen lebten als Selbstversorger von den Erträgen ihrer Felder und Gärten. Im Ort selbst ließen sich Handwerker und Kleinhändler nieder. Im ausgehenden Mittelalter und in der frühen Neuzeit wurde der Weinbau vorangetrieben, der jedoch – nach der Reblauskrise im ausgehenden 19. und beginnenden 20. Jahrhundert – keine Bedeutung mehr hat. Seit den 1960er Jahren spielt der Tourismus in Form der Vermietung von Ferienwohnungen (gîtes) eine nicht unbedeutende Rolle im Wirtschaftsleben von Aunac.